# اضطرابات عدن (2015-2019)
اضطرابات عدن تشير إلى نزاع مستمر بين الفصائل الإسلامية مثل تنظيم القاعدة في جزيرة العرب وداعش - ولاية عدن أبين ضد موالين للرئيس عبد ربه منصور هادي. في عام 2017 اندلع القتال أيضا بين فصائل متماشية مع مختلف أعضاء التحالف الذي تقوده السعودية.

## الهجمات والحوادث خلال عام 2015
اندلعت حوادث الإرهابيين في 6 أكتوبر 2015 عندما استهدف مجموعة من مقاتلي داعش موتيل يضم نائب رئيس الجمهورية ورئيس وزراء اليمن وعملت كقاعدة عسكرية للتحالف العربي ووحدات الجيش اليمني الموالية للرئيس هادي مما أسفر عن مقتل 15 من موالي هادي والسعوديين. فجر انتحاريان من داعش نفسيهما. على الرغم من أن الحوثيين اشتبهوا أولا في الهجوم الذي قام به وزير النقل اليمني بدر باسلمة فإن داعش أعلن مسؤوليته في وقت لاحق. في 13 أكتوبر وصلت وحدات مكافحة الإرهاب الإماراتية إلى عدن ردا على الهجمات الإرهابية التي وقعت في 6 أكتوبر. في اليوم نفسه وصل 300 جندي سوداني آخر إلى عدن. في 26 أكتوبر انفجرت انتحاري في وسط عدن مما أدى إلى مقتل جنديين من قوات المقاومة الجنوبية. لم تعلن أي جماعة مسؤوليتها. فيما يتعلق بنهاية أكتوبر قام تنظيم القاعدة في جزيرة العرب بتجديد بعض الأحياء داخل عدن وتجنيد المقاتلين وفرض الشريعة. في 1 نوفمبر هاجم مقاتلو داعش واستولوا على مبنى إعلامي حكومي في منطقة الطواحي مما أسفر عن مقتل اثنين من ضباط المخابرات في وسط عدن. في 4 نوفمبر هاجم بعض مقاتلي المقاومة الشعبية القصر الرئاسي وابن الرئيس هادي في الداخل مع وقف جنود الإمارة الهجوم دون وقوع إصابات. قال المقاتلون إنهم هاجموا احتجاجا على ثلاثة أشهر من الرواتب غير المدفوعة. في 18 نوفمبر وصلت قوات البحرين إلى عدن لمساعدة التحالف ضد الجماعات المسلحة. في 3 ديسمبر قال مسؤولون سعوديون إنهم سيقومون بتدريب أكثر من 12,000 مقاتل من المقاومة الشعبية للقتال في عدن. في 6 ديسمبر قتل جعفر محمد سعد محافظ محافظة عدن مع ستة من حراسه الشخصيين في عملية انتحارية. ادعى داعش مسئولية الهجوم. في نفس اليوم قتل مسلحون من داعش 4 مقاتلين يمنيين واغتالوا القاضي محسن علوان الذي حقق في تفجير يو إس إس كول. في نفس اليوم أيضا قتل مسلحون مجهولون مسؤولا عن الطاقة واثنين من ضباط الأمن. في 23 ديسمبر قتل مسلحون مجهولون يعتقد أنهم من القتلة في تنظيم القاعدة في جزيرة العرب العقيد الشعبي جلال العوبلي في سيارته في شمال عدن. لم تعلن أي جماعة مسؤوليتها.

## حوادث أخرى خلال عام 2016
في 1 يناير 2016 هاجم موالو هادي وقتل أحد قادة تنظيم القاعدة في جزيرة العرب الذي سافر من أبين إلى عدن. قتل زعيم تنظيم القاعدة في جزيرة العرب واسمه علي عبد الرب بن طالب مع ثلاثة من حراسه الشخصيين أثناء الهجوم. في 18 يناير تم تفجير انتحاري خارج منزل مدير الأمن في عدن العميد شلال علي شية مما أسفر عن مقتل أربعة من حراسه الشخصيين وإصابة العديد من المارة. في نفس اليوم قتل مسلحون مجهولون قاضيا في الشارع. في 19 يناير حظر حاكم عدن استخدام الدراجات النارية بسبب العديد من عمليات القتل في نوع الطلقة والجري. في 23 يناير قتل مهاجمون مجهولون رجلا ووالده ينتمون إلى طائفة البهرة الداودية الشيعية. اختطف أربعة آخرين قبل أيام من الانتماء إلى الطائفة ولكن ثلاثة منهم أفرج عنهم مع آخرين للبقاء في الأسر. في 28 يناير قام مفجر انتحاري بسيارة مفخخة بداعش بتفجير نفسه خارج منزل الرئيس هادي مما أسفر عن مقتل 6 موالين وإصابة 11 آخرين. كان هادي داخل منزله في ذلك الوقت لكنه نجا من الهجوم دون أن يصاب بأذى. في 12 فبراير هاجم مقاتلو تنظيم القاعدة في جزيرة العرب وقتلوا خمسة من حراس الموالين لهادي في مواقعهم في منطقة البساتين في عدن. في 16 فبراير نجا محافظ عدن عدنان الزبيدي والعميد شلال علي شايه من محاولة اغتيالهم بعد أن اشتبه في أن مقاتلي داعش هاجموا قافلة في وسط عدن. قتل ثلاثة مهاجمين مع إصابة اثنين آخرين من الحراس الشخصيين والمدنيين أثناء معركة السلاح. في 28 فبراير قتل مسلحون مجهولون الشيخ عبد الرحمن بن مرعي العدني وهو رجل دين سلفي معتدل هادي مؤثر معروف برفضه لتنظيم القاعدة وداعش. لم تعلن أي جماعة مسؤوليتها. في 3 مارس هاجم مسلحون يشتبه في أنهم من تنظيم القاعدة في جزيرة العرب حسين الوحيشي وهو قائد اللجان الشعبية في محافظة أبين المجاورة مع شقيقه في حدود عدن - أبين. لم تعلن أي جماعة مسؤوليتها. في 10 مارس فتحت لجان اللجان الشعبية النار على حراس الأمن خارج مقر قيادة الجيش بعد وفاة أحد الجرحى بسبب عدم استخدام الدواء المسموح به. كانت الجماعة قد طلبت العلاج في شغب ضد قادة عدن. لم يقتل أي شخص في الاشتباكات. في 12 مارس قتل طياران إماراتيان بعد سحقهما بسبب غير معروف في عدن. تزعم بعض المصادر أن تنظيم القاعدة في جزيرة العرب أسقط الطائرة ولكن ذلك لا يمكن أن يكون رسميا ومستقلا بشكل مستقل. في 16 مارس قتل مقاتلون من تنظيم القاعدة في جزيرة العرب داخل منزل أحدهم عندما انفجرت عبوة ناسفة داخل المنزل وقتلت ثلاثة منهم على الفور. في 12 أبريل قام انتحاري من من داعش بتفجير نفسه خارج ملعب لكرة القدم بالقرب من ساحل عدن واستهدف مجندين جدد للجيش مما أسفر عن مقتل خمسة منهم وإصابة 8 آخرين. أما الشباب الذين ينتظرون الحافلة فيصلون إلى قاعدتهم في وسط عدن. في 17 أبريل هاجم مفجران انتحاريان مجهولان الموالين لهادي في نقطة تفتيش قرب مطار عدن الدولي مما أسفر عن مقتل 4 جنود وإصابة اثنين آخرين. لم تعلن أي جماعة مسؤوليتها. في 28 أبريل انفجرت سيارة مفخخة انتحارية خارج منزل الجنرال شلال شاياي قائد الأمن في عدن. لم يقتل أحد بالهجوم ولم تعلن أية جماعة مسؤوليتها لكن اثنين من المارة أصيبوا. في 29 أكتوبر انفجرت سيارة محملة بالمتفجرات قرب مقر البنك المركزي اليمني في منطقة كريتر مما أدى إلى إصابة خمسة أشخاص بجروح. لم يكن هناك أي ادعاء فوري بالمسؤولية عن الهجوم.

## معركة المعلا
خلال 1 و 4 يناير 2016 اندلعت معركة في مديرية المعلا الساحلية التي كان قد استولى عليها من قبل داعش. أفادت أن المدينة استخدمت من قبل داعش وتنظيم القاعدة في جزيرة العرب لتهريب الأسلحة والمال. خلال أربعة أيام من المعركة قتل 9 من موالي هادي و 14 من مقاتلي داعش مع سيطرة موالي هادي على كل المنطقة. في اليوم التالي فرضت حكومة هادي حظر التجول في مدينة عدن تكريما للضحايا القتلى. في نفس اليوم اغتال مسلحون يشتبه في أنهم من داعش رجل الدين الصوفي الشيخ علي عثمان الجيلاني. لم تعلن أية جماعة مسؤوليتها عن الاغتيال. ألقي القبض على أكثر من 70 من أعضاء داعش في اليوم التالي.

## حوادث الشيخ عثمان
بدأت الأحداث في حي الشيخ عثمان في 6 يناير أطلق مسلحون مجهولون النار على عقيد من مكتب التحقيق الجنائي في عدن داخل سيارته. في 31 يناير كانت جثة رجل دين سلفي كبير في حي الشيخ عثمان ميتا وعذب. كان رجال الدين قد اختطفوا قبل أيام من قبل الجماعات المسلحة. كان رجل الدين سماحان عبد العزيز مؤثرا جدا في جانب موالي هادي ورفض تنظيم القاعدة في جزيرة العرب وداعش والحوثيين في خطبه. لم تعلن أية جماعة مسؤوليتها عن القتل. في 29 فبراير فجر انتحاري من داعش نفسه خارج حاجز عسكري مما أسفر عن مقتل أربعة وإصابة سبعة من موالي هادي في حي الميمدرة في الشيخ عثمان. في 4 مارس اقتحم مسلحون من داعش مسكنا لرعاية المسنين من قبل متطوعين مسيحيين وقتلوا حارسا واحدا و 11 من سكان المنزل وأربع راهبات مسيحيات هنديات. كاهن هندي من داخل الدار اختطف ويعتقد أنه أعدم بعد بضعة أسابيع. ادعت وكالته أن الكاهن لم يعدم ولا يزال حيا. البابا فرنسيس علق على الهجوم قائلا إن هذا عمل شيطاني من القتل الجماعي. في 29 أبريل قام مسلحون على دراجات نارية باغتيال الضابط الأمني البارز في عدن العقيد مروان عبد العظيم عندما كان يسافر في سيارته في حي الشيخ عثمان.

## تفجيرات كريتر
بدأت الهجمات الإرهابية لتظهر في حي كريتر في 30 ديسمبر عندما تم تفجير سيارة مفخخة في الحي مما أسفر عن مقتل ثلاثة أشخاص على الأقل. لم تعلن أي جماعة مسؤوليتها عن الهجوم. يوم 29 يناير وقع هجوم انتحاري بسيارة ملغومة من قبل انتحاري من داعش خارج نقطة تفتيش عسكرية في الحفرة المركزية مما أسفر عن مقتل جنديين وإصابة خمسة آخرين. ادعى داعش المسؤولية في وسائل الإعلام على شبكة الإنترنت. في 29 فبراير مقاتلو اللجان الشعبية التابعة لهادي اشتبكوا مع حراس خارج مقر الجيش في كريتر للمطالبة بالدواء الطبي لمقاتلي جرحاهم. لم ترد تقارير عن وقوع اصابات.

## هجوم إنماء في 5 يناير
في 5 يناير قام مهاجم انتحاري بعملية انتحارية بالقرب من موكب محافظ عدن ولحج ومدير أمن عدن. نجا المسؤولين الثلاثة في الهجوم ولكن المتبعة معركة بالأسلحة النارية مما أسفر عن مقتل ثلاثة من حراسهم الشخصيين. فر المسلحون إلى المناطق الصحراوية في عدن مع اعتقاد الحكومة بأن منتسبو داعش هم المشتبه بهم في الهجوم.

## معركة المنصورة
المعركة الرئيسية في المنصورة بدأت في 31 ديسمبر عندما هاجم مسلحون قائد المقاومة الشعبية في عدن أحمد الإدريسي مما أدى إلى استشهاده وأربعة من مساعديه. لم تعلن أي جماعة المسؤولية عن الهجوم. يوم 11 يناير عام 2016 ادعى داعش مسئولية هذا الهجوم وقد اغتيل عقيد في المسورة وتبين الاغتيال في شريط فيديو. لم تذكر المنظمة متى تم هذا الاغتيال. في 11 يناير هاجم مسلحون مجهولون وقتلوا ضابط أمن الشرطة في طريقه إلى منزله في المنصورة. لم تعلن أي جماعة مسؤوليتها عن الهجوم. في 23 يناير قتل مسلحون مجهولون موالون لهادي في المنصورة وهرب خارجا مع الدراجات النارية. بعد اليوم قتل مسلحون العقيد طه الصبيحي داخل سيارة للشرطة جنبا إلى جنب مع حارس ومدنية. في 9 فبراير حدث قتال في مدينة المنصورة ومراكز التسوق مما أسفر عن مقتل اثنين من مقاتلي تنظيم القاعدة في جزيرة العرب وعائلة مدنية من أربعة. إن القتال بدأ عندما اقتحم موالي هادي مدعومين بمروحية أباتشي[ ؟ ] سعودية مواقع تنظيم القاعدة في جزيرة العرب في وسط المدينة ومركز التسوق في محاولة لطرد مسلحي القاعدة في أجزاء من المدينة في السيطرة على المدينة في وقت مبكر من أكتوبر. خلال المعركة هزت من أصل غير معروف وأصيب منزل وقتل أسرة مكونة من أربعة طفلين ورجلين. أيضا ابنة تبلغ من العمر 5 سنوات من الأسرة بجروح في الهجوم. بعد يومين في 11 فبراير هاجم جنود تنظيم القاعدة في جزيرة العرب وقتلوا ثلاثة من موالي هادي أثناء سيرهم في الطريق المركزي من المنصورة. في 20 فبراير اغتيل مقاتلي تنظيم القاعدة في جزيرة العرب موالي لهادي وهو القائد الكبير الشيخ مازن آل مشيخة العقربي. في 23 فبراير هاجم مقاتلون يشتبه في إنهم من تنظيم القاعدة في جزيرة العرب وقتلوا اثنين من المسؤولين الأمنيين على مستوى عال عندما كانوا عائدين إلى منازلهم داخل سيارة وهما عبد ربه حسين الإسرائيلي قائد القوات العسكرية في محافظة أبين وجعبل علوي أمراس نائب رئيس الأمن السياسي في عدن الذي كان يقود السيارة. يوم 5 مارس هاجم مسلحون يشتبه بأنهم من داعش قائد الشرطة العقيد سالم ملقاط من منطقة التواهي مما أسفر عن مقتل صاحب ومساعديه داخل موكبه في وسط المنصورة. في 17 مارس هاجم موالون لهادي بدعم من مروحيات الأباتشي الإماراتية مقاتلو تنظيم القاعدة في جزيرة العرب في المنصورة بعد أن هاجم المسلحون المروحية الإماراتية بصاروخ هز دراجة ثلاثية العجلات. 17 جنديا قتلوا من قبل تنظيم القاعدة في جزيرة العرب جنبا إلى جنب مع مدنيا وجرح 23 من مقاتلي تنظيم القاعدة في جزيرة العرب. ثلاثة من موالي هادي أصيبوا أيضا خلال العملية. بعد العملية تراجع تنظيم القاعدة في جزيرة العرب أعمق في مدينة المنصورة. يوم 30 مارس اقتحم موالو هادي بمساعدة القوات الإماراتية والسعودية المناطق المتبقية التي يحتفظ بها تنظيم القاعدة في جزيرة العرب في المنصورة وتطهير المدينة وأسر 21 من مقاتلي القاعدة في جزيرة العرب. هرب مقاتلي القاعدة في جزيرة العرب المتبقين إلى مدينة الحوطة في محافظة لحج وهي مدينة تقع تحت سيطرة تنظيم القاعدة في جزيرة العرب منذ بدايات عام 2016. في 14 قالت حكومة هادي أن الجيش اعتقل قائد تنظيم القاعدة في جزيرة العرب حلمي الزنجي. قالت الحكومة أن الزنجي أسر عليه بعد طرد تنظيم القاعدة من المنصورة يوم 30 مارس حيث حاول الفرار إلى زنجبار التي يسيطر عليها تنظيم القاعدة في جزيرة العرب. يوم 14 أبريل قام انتحاري من داعش بتفجير سيارة مفخخة خارج وزارة الشؤون الخارجية مما أسفر عن إصابة عدد من المارة. لم يقتل أي شخص في الهجوم. في 1 مايو قام انتحاري من داعش بعملية انتحارية بالقرب من موكب المحافظ ومدير الأمن في عدن مما أسفر عن مقتل أربعة حراس. نجا المسؤولين عن الهجوم. لم تعلن أي جماعة مسؤوليتها عن الهجوم. يوم 6 مايو قتل مسلحون مجهولون مدير سجن المنصورة وحد عون عندما غادر من منزل والدته. أحد حراسه الشخصيين قتلوا أيضا. لم تعلن أي جماعة المسؤولية عن الهجوم.

## هجوم 25 مارس
يوم 25 مارس عام 2016 فجر ثلاثة انتحاريين من داعش سيارة هناك في نقاط التفتيش الذاتي في أماكن متعددة في عدن مما أسفر عن مقتل 17 جنديا و 10 مدنيين كما جرح العشرات. أعلنت الجماعة مسؤوليتها عبر الإنترنت.

## القتال في خورماكسار
اندلع القتال في منطقة خور مكسر في عدن في 10 فبراير عندما هاجم مقاتلو تنظيم القاعدة في جزيرة العرب حراس الأمن في المنصورة. ذكرت تقارير أن المدنيين وحراس الجيش قتلوا في القتال بالسيارات المفخخة والهجمات الصاروخية في مطار عدن الدولي من المدينة. في 26 فبراير هاجم مسلحون يشتبه في أنهم من داعش وقتلوا العقيد أدهم محمد جعاري. كان العقيد داخل سيارته في خور مكسر حيث سافر مع اثنين من ابنائه عندما هاجم المسلحون. أحد أبنائه جرح في الهجوم. في 7 مايو مسلحين مجهولين داخل سيارة اغتالوا العقيد بدر اليافعي واثنين من حراسه الشخصيين. لم تعلن أي جماعة المسؤولية عن الهجوم. في 23 مايو اثنين من انتحاريي داعش قتلوا 45 على الأقل من موالي هادي وجرح العشرات من الجنود الآخرين خارج وداخل قاعدة في خور مكسر. نجا اللواء الصبيحي الهجوم.

## تفجيرات البريقة
في 17 فبراير فجر انتحاري من داعش نفسه داخل مخيم رأس عباس في مديرية البريقة مما أسفر عن مقتل أكثر من 13 شخصا وجرح أكثر من 60 مجندا جديدا من موالي الرئيس هادي. أعلن داعش مسؤوليته عبر الإنترنت ويزعم أن 20 من موالي هادي قتلوا في الهجوم وليس 13.

## اشتباكات بين ستك وهادي الموالين
اندلع القتال بين الفصائل في محيط مطار عدن الدولي في 12 فبراير 2017. حاول الحرس الجمهوري الموالي لهادي الاستيلاء على المطار من ميليشيا تدعمها دولة الإمارات العربية المتحدة التي تسيطر عليها منذ عام 2015. أفادت التقارير أن مروحية حربية تابعة للتحالف فتح النار على الفصيل الموالي للإماراتي فأصاب ثلاثة جنود. تم تفسير هذه الاشتباكات على أنها دليل على وجود خلل متعمق بين أعضاء الائتلاف. في أوائل شهر مارس أفيد بأن الجنود السودانيين اعتدوا على المطار في محاولة لانتزاع السيطرة من القوات الموالية للإماراتيين. في نهاية أبريل 2017 أقال هادي محافظ عدن عيدروس الزبيدي بسبب عدم وعيه والولاء للحركة الجنوبية. في 3 مايو عقدت تجمعات كبرى في عدن احتجاجا على قرار هادي. بعد ذلك بأسبوع تم تشكيل لجنة الاتصالات السعودية وكان بعض الأعضاء محافظو محافظة شبوة ومحافظة حضرموت ومحافظة لحج وسقطرى ومحافظة المهرة. كما أنه يمتلك السيطرة الجزئية في محافظة أبين وفي عدن. بعد يوم واحد رفض هادي المجلس ووصفه بأنه غير شرعي. في 31 مايو استولى المقاتلون الموالون للسعودية على مطار عدن من موالين لهادي مما أسفر عن مقتل رجلين. اندلعت قضية مطار عدن لأول مرة عندما رفض هادي نفسه الإذن بالهبوط في أوائل فبراير واضطر إلى الهبوط بدلا من ذلك في جزيرة سقطرى اليمنية قبل أن يحاول العودة مرة أخرى إلى عدن. هادي ثم العميد مهران قباطي قائد اللواء الرابع - الذي يعمل كحرس شخصي للرئيس - حصار للمطار والاشتباكات بين الجانبين تليها. في 12 يونيو قام الحاج علي الديباني قائد حزب الهادي بتفتيش حاجز العلم على لواء الحزام. قائد اللواء الحزام الذي تولى قيادة الحاجز هو كامل الخالدي أبو يونس.